# Directeurswoning De Nieuwe Ooster
De Directeurswoning De Nieuwe Ooster is een bouwwerk in Amsterdam-Oost. Het gebouw is sinds 12 januari 2004 een rijksmonument.
Het gebouw, gesitueerd direct bij de toegangspoort (een monument op zich) bood onderdak aan de directeur van de Nieuwe Oosterbegraafplaats, voorloper van De Nieuwe Ooster geheten. De gebouwen op het terrein werden ontworpen door Adriaan Willem Weissman van de Dienst der Publieke Werken, ook verantwoordelijk voor de toegangspoort. Bouwwerk en poort vertonen dan ook gelijkenis. Anders dan de dienstwoningen aan de overzijde van het pad, is de directeurswoning geheel symmetrisch qua opzet, hetgeen bijvoorbeeld terug te vinden is bij de entree. Ook dit gebouw bestaat uit een bouwlaag met daarboven een zolder onder het zadeldak. Het gebouw is opgetrokken uit rood verblendsteen met banden van natuursteen; ook hier rechte schuiframen met rondboognissen met bloemmotieven. Bloemmotieven zijn ook terug te vinden in de top van de puntgevel; die bloemmotieven zijn tevens terug te vinden in de dienstwoningen als ook de toegangspoort. Beide gebouwen zijn gebouwd in de ecletische stijl met neorenaissance-invloeden.
Vanaf 2000 werd het gebouw geschikt gemaakt voor het Nederlands Uitvaart Museum Tot Zover dat het gebouw en de aanbouwen in 2007 betrok. 
Het gebouw werd tot rijksmonument verklaard vanwege cultuur- en architectuurhistorisch oogpunt alsmede haar typologische kwaliteiten. Overigens is de aan- en nieuwbouw buiten het monument gehouden.